# Laetitia Roux
 (juin 2023).
Si vous disposez d'ouvrages ou d'articles de référence ou si vous connaissez des sites web de qualité traitant du thème abordé ici, merci de compléter l'article en donnant les références utiles à sa vérifiabilité et en les liant à la section « Notes et références ».
Laetitia Roux, née le 21 juin 1985 à Gap dans les Hautes-Alpes, est une sportive de haut niveau française, spécialiste de ski-alpinisme.

## Biographie
Laetitia Roux est l’une des athlètes les plus titrées au monde, tous sports confondus. C’est également la skieuse-alpiniste qui a cumulé le plus de titres de championne du monde à ce jour. Elle est originaire de Savines-le-Lac, dans les Hautes-Alpes. Elle y vit une partie de l'année et c'est là-bas qu'elle s’entraîne et prépare ses défis.
De 2013 à 2017, Laetitia a été quasiment invaincue en compétition, sur plus de 95 compétitions disputées. Elle a été sans conteste la meilleure skieuse-alpiniste au monde, et est devenue l’ambassadrice de ce sport aux yeux du grand public.
Sous contrat avec la Gendarmerie nationale comme sportive de haut niveau (SHN) depuis le 20 juin 2011, elle fait le choix de ne pas renouveler son contrat, arrivé à terme le 1er juin 2018, pour se consacrer à des ambitions plus personnelles.

## Palmarès

### Palmarès ski-alpinisme

#### Championnats du monde de ski-alpinisme
| Épreuve / Édition              | Sprint                           | Individuel | Vertical Race | Longue Distance                  | Par équipe | Relais | Combiné |
| Mondiaux 2006 Cuneo            | Épreuve inexistante à cette date | Annulée    | Or            | Épreuve inexistante à cette date | -          | -      | -       |
| Mondiaux 2008 Portes du Soleil | Épreuve inexistante à cette date | Or         | Or            | Non partante                     | -          | -      | -       |
| Mondiaux 2010 Grandvalira      | Épreuve inexistante à cette date | Or         | Argent        | Épreuve inexistante à cette date | -          | 5e     | 4e      |
| Mondiaux 2011 Claut            | Or                               | Argent     | Argent        | Épreuve inexistante à cette date | -          | Argent | Argent  |
| Mondiaux 2013 Pelvoux          | -                                | Or         | Or            | Épreuve inexistante à cette date | Or         | Or     | Or      |
| Mondiaux 2015 Verbier          | Or                               | Or         | Argent        | Épreuve inexistante à cette date | Or         | Or     | Or      |
| Mondiaux 2017 Transcavallo     | Or                               | Or         | -             | Épreuve inexistante à cette date | -          | Or     | -       |

Légende :
- : première place, médaille d'or
- : deuxième place, médaille d'argent
- : troisième place, médaille de bronze
- — : n'a pas participé à cette épreuve

#### Championnats d'Europe de ski-alpinisme
| Épreuve / Édition              | Sprint                           | Individuel | Vertical Race | Par équipe | Relais | Combiné |
| 2007 à Morzine-Avoriaz, France | Épreuve inexistante à cette date | Or         | Or            | -          | Argent | -       |
| 2009 à Alpago, Italie          | Épreuve inexistante à cette date | 7e         | 4e            | -          | Bronze | -       |
| 2012 à Pelvoux France          | -                                | Or         | Or            | -          | 4e     | 'Bronze |
| 2014 à Font Blanca, Andorre    | -                                | Or         | Or            | -          | -      | Or      |
| 2016 à Les Marécottes, Suisse  | Or                               | Or         | Bronze        | -          | -      | -       |
| 2018 en Sicile, Italie         | Argent                           | Argent     | -             | -          | -      | Argent  |

Légende :
- : première place, médaille d'or
- : deuxième place, médaille d'argent
- : troisième place, médaille de bronze
- — : n'a pas participé à cette épreuve

#### Championnats de France de ski-alpinisme
- Championne de France de course individuelle en 2006, 2007, 2008, 2010, 2011, 2012, 2013, 2014, 2016, 2017.
- Championne de France de Vertical Race en 2006, 2007, 2008, 2009, 2011, 2012, 2014, 2015.
- Championne de France de Sprint en 2012, 2014, 2015, 2017.
- Championne de France de course par équipes en 2007, 2015, 2016.

#### Coupe du monde de ski-alpinisme
- Vainqueur du classement général de la Coupe du Monde en 2008, 2009, 2012, 2013, 2014, 2015, 2016, 2017.

#### Pierra Menta
- 2008 :  Vainqueur (avec  Nathalie Etzensperger)
- 2009 :  Troisième (avec  Véronique Lathuraz)
- 2010 :  Deuxième (avec  Mireia Miro Varela)
- 2011 :  Vainqueur (avec  Mireia Miro Varela)
- 2012 :  Deuxième (avec  Séverine Pont-Combe)
- 2013 :  Vainqueur (avec  Mireia Miro Varela)
- 2014 :  Vainqueur (avec  Maude Mathys)
- 2015 :  Vainqueur (avec  Mireia Miro Varela)
- 2016 :  Vainqueur (avec  Axelle Mollaret)
- 2017 :  Vainqueur (avec  Emelie Forsberg)
- 2018 :   Deuxième (avec  Emelie Forsberg)

#### Patrouille des Glaciers
- 2006 : 4e (avec Marie Troillet  et Laëtitia Currat )
- 2008 :  (avec Corinne Favre  et Nathalie Bourillon )
- 2012 :  (avec Mireia Miró Varela  et Séverine Pont-Combe)
- 2014 :  (avec Maude Mathys et Séverine Pont-Combe)

#### Trofeo Mezzalama
- 2009 :  (avec Francesca Martinelli  et Roberta Pedranzini )
- 2011 :  (avec Mireia Miró Varela  et Nathalie Etzensperger )
- 2015 :  (avec Mireia Miró Varela  et Séverine Pont-Combe)
- 2017 :  (avec Emelie Forsberg  et Jennifer Fiechter)

#### Adamello Ski Raid
- 2011 :  (Vainqueur Mireia Miró Varela )
- 2013 :  (Vainqueur Mireia Miró Varela )
- 2015 :  (Vainqueur Mireia Miró Varela )
- 2017 : (2e avec Claudia Galicia )

#### Tour du Rutor
- 2007 :  (Vainqueur avec Gloriana Pellissier )
- 2012 :  (Vainqueur avec Mireia Miró Varela )
- 2014 :  (Vainqueur avec Maude Mathys)
- 2016 :  (Vainqueur avec Axelle Mollaret )

#### Altitoy
- 2013 :  (Vainqueur Mireia Miró Varela )
- 2016 :  (Vainqueur avec Axelle Mollaret )

### Palmarès Trail et skyrunning

#### Championnats d'Europe de course en montagne
- 2010 :  Médaille d'argent en équipe à Sapareva banya,  Bulgarie

#### Sierre-Zinal
- 2010 :  deuxième place.

#### Championnats du monde de skyrunning
| Épreuve / Édition        | Kilomètre vertical | SkyMarathon | Ultra SkyMarathon                |
| Championnats 2010 Italie | Or                 | Or          | Épreuve inexistante à cette date |

Légende :
- : première place, médaille d'or
- : deuxième place, médaille d'argent
- : troisième place, médaille de bronze
- — : n'a pas participé à cette épreuve
- : pas d'épreuve

#### Autres résultats
- 2009 : Kilomètre vertical de Fully - record du monde en 37 min 55 s
- 2010 : Championne du monde de skyrunning à Canazeï
- 2010 : Championne du monde de kilomètre vertical à Canazeï
- 2010 : Victoire à la SkyRace Giir di Mont

### Palmarès vélo et VTT
- 2014 : 2e du Marathon des Dolomites
- 2015 : 2e Haute Route des Alpes
- 2015 : 2e de l'Etape du Tour
- 2015 : 1re équipe mixte Raid VTT des Chemins du Soleil
- 2016 : 1re Haute Route des Pyrénées
- 2016 : 2e mixte de l'Alps Epic (VTT)

## Décorations
- Chevalier de l'ordre national du Mérite (décret du 23 novembre 2022)[2]